# Ёршнаволок
Ёршна́волок (карел. Kiiškoiniemi) — деревня в составе Крошнозерского сельского поселения Пряжинского национального района Республики Карелия.

## Общие сведения
Расположена на восточном берегу озера Крошнозеро.

## История
2 февраля 1938 года постановлением Карельского ЦИК в деревне была закрыта церковь.

## Население
Численность населения в 1905 году составляла 209 человек.
| 2002 | 2010 | 2013 |
| ---- | ---- | ---- |
| 26   | ↘9   | ↗10  |